# Fundación Imagen de Chile
La Fundación Imagen de Chile es una entidad público-privada chilena, vinculada con el Ministerio de Relaciones Exteriores del país, y creada en 2009 con el propósito de coordinar acciones de promoción de la imagen de Chile a nivel internacional. Se dedica a generar campañas y contenidos orientados a posicionar a Chile en ámbitos como el comercio exterior, el turismo y la cultura, y desde 2016 administra el sello Marca Chile.

## Historia
La Fundación fue oficialmente presentada en junio de 2009, el primer gobierno Michelle Bachelet. Su origen se remonta a la Oficina Proyecto Imagen País, una instancia previa creada en 2007 y con objetivos similares. El primer director ejecutivo fue Juan Gabriel Valdés.

## Organización y gobernanza
La Fundación opera bajo un modelo de gobernanza mixto, público-privado. Su directorio está compuesto por 18 personas y está presidido por el Ministro de Relaciones Exteriores, hasta 2025 Alberto van Klaveren, e incluye representantes de otros ministerios como el Ministerio de Hacienda; el Ministerio de Economía, y el Ministerio de las Culturas, las Artes y el Patrimonio. También forman parte del directorio figuras del mundo público como la periodista Paula Escobar y el sociólogo Eugenio Tironi.
Desde 2025, la directora ejecutiva es la abogada María Teresa Saldías, quien sucedió a la periodista Rossana Dresdner.

## Funciones principales
Entre sus funciones principales está la administración del sello Marca Chile, así como la coordinación de campañas para proyectar internacionalmente la imagen del país, incluyendo el programa Made by Chileans, que permite a empresas nacionales utilizar el logotipo de la Marca Chile como sello de origen en productos y servicios exportados. 

### Participación internacional
En 2024, la fundación presidió el Consejo Iberoamericano de Marcas País.